# Cassard-expeditie
De Cassard-expeditie was een kaapvaart van de Franse marinekapitein Jacques Cassard in 1712, tijdens de Spaanse Successieoorlog. Tijdens de reis viel hij Kaapverdië en tal van eilanden en landen in het Caribisch gebied aan die hij veroverde en plunderde.

## Kaapvaart
Cassard vertrok in maart 1712 vanuit de haven van Toulon met een vloot van acht schepen, 3000 zeelieden en 1200 soldaten. Zijn eerste bestemming was de Portugese kolonie op het eiland Santiago van Kaapverdië die hij compleet verwoestte. Hij maakte zoveel buit dat hij een deel moest achterlaten, ter waarde van een miljoen frank.
Hierna vertrok hij naar de Caraïben en deed een inval in de door de Britten gecontroleerde eilanden Montserrat en Antigua en de Nederlandse gebieden Suriname, Berbice en Essequibo en Sint-Eustatius. Hoewel met enige moeite, kreeg hij hierna ook de controle over Curaçao, de sterkste Nederlandse nederzetting in het Caribisch gebied.
Op veel van de plaatsen waar Cassard landde, kochten ambtenaren een aanval van hem af. In de praktijk was dit geen garantie om plundering te voorkomen, omdat Cassard zich daarna niet altijd aan de afspraken hield.
Na een tussenstop op het Franse eiland Martinique keerde hij terug naar Frankrijk met een buit ter waarde van tussen de negen en tien miljoen frank. Zijn vaderland nam Cassard voor zijn heldendaden op in de Orde van de Heilige Lodewijk.